# 2023年10月28日の月食
本項では2023年10月28日の月食について述べる。この月食は2023年5月5日以来、約半年ぶりに発生する月食で、2023年に発生する最後の月食である。

## 概要
この月食のサロス周期は146番。アメリカ航空宇宙局 (NASA) によって計算されている最大食分は0.1220で、月の一部が地球の本影に入る部分月食である。サロス周期146番の月食で部分月食が発生するのは2005年10月7日に発生した月食以来2回目であり、それよりも前に発生していたサロス周期146番の月食は全て半影月食であった。

## 観測
この部分月食はユーラシア大陸のほぼ全域、オーストラリア、アメリカ大陸東部などで観測することができる。アメリカ大陸東部などにおいては月の出時に月食を観測することができる「月出帯食」、東アジアや東南アジア、オセアニアなどにおいては月の入り時に月食を観測することができる「月入帯食」となる。
日本国内で月が地球の本影に入る（つまり半影月食を除く）月食が観測されるのは2022年11月8日の月食以来1年弱ぶりであり、この後は2025年3月14日に発生する皆既月食まで約1年5ヶ月に渡って日本で月食が観測されない期間が続く。
| 最大食時に月から見た地球の見え方 | 2023年10月28日の部分月食の経過 | 月食の観測が可能な領域（白）を示した地図 |

## 画像
（時刻はいずれも協定世界時による）

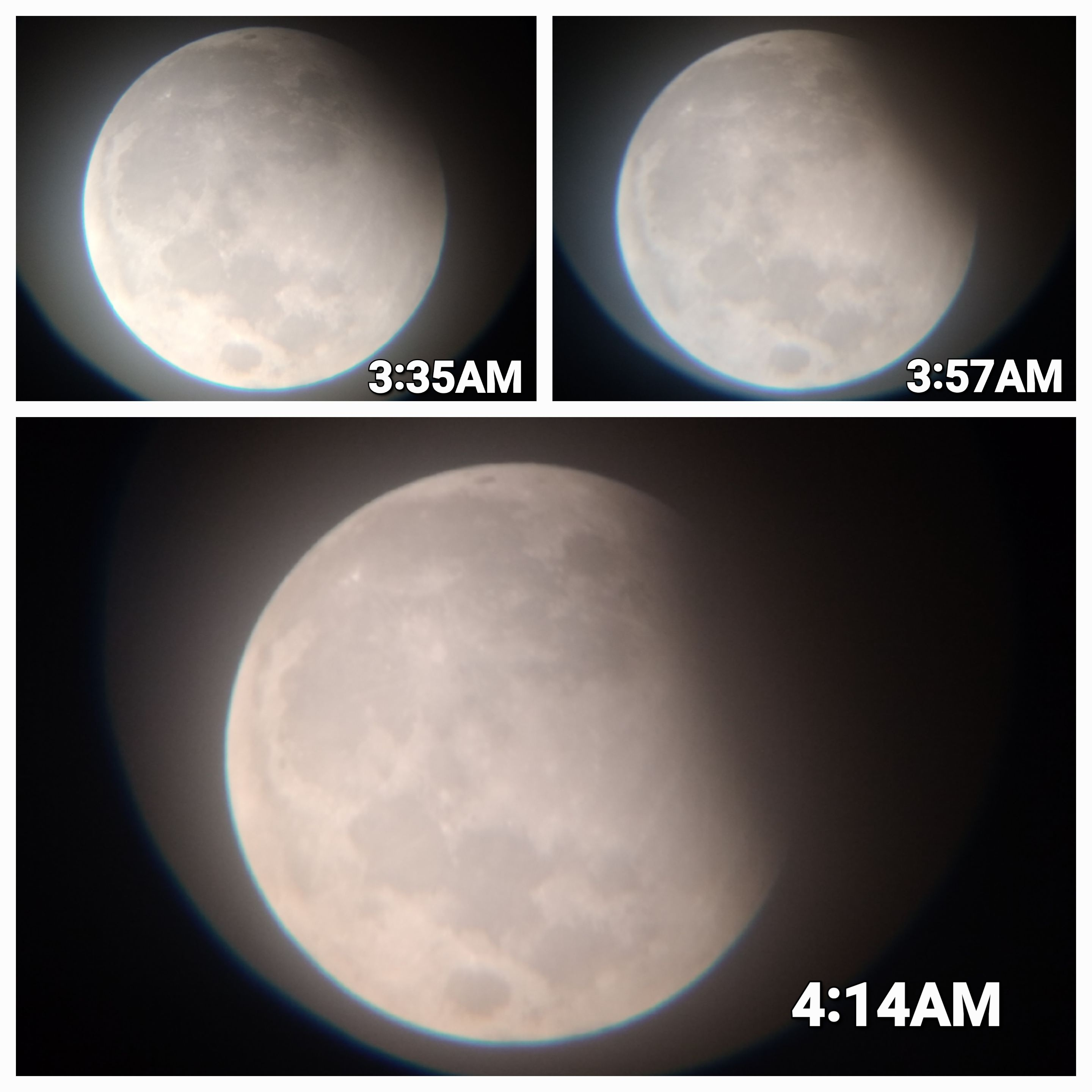
マレーシア・クチン、19:35 - 20:14
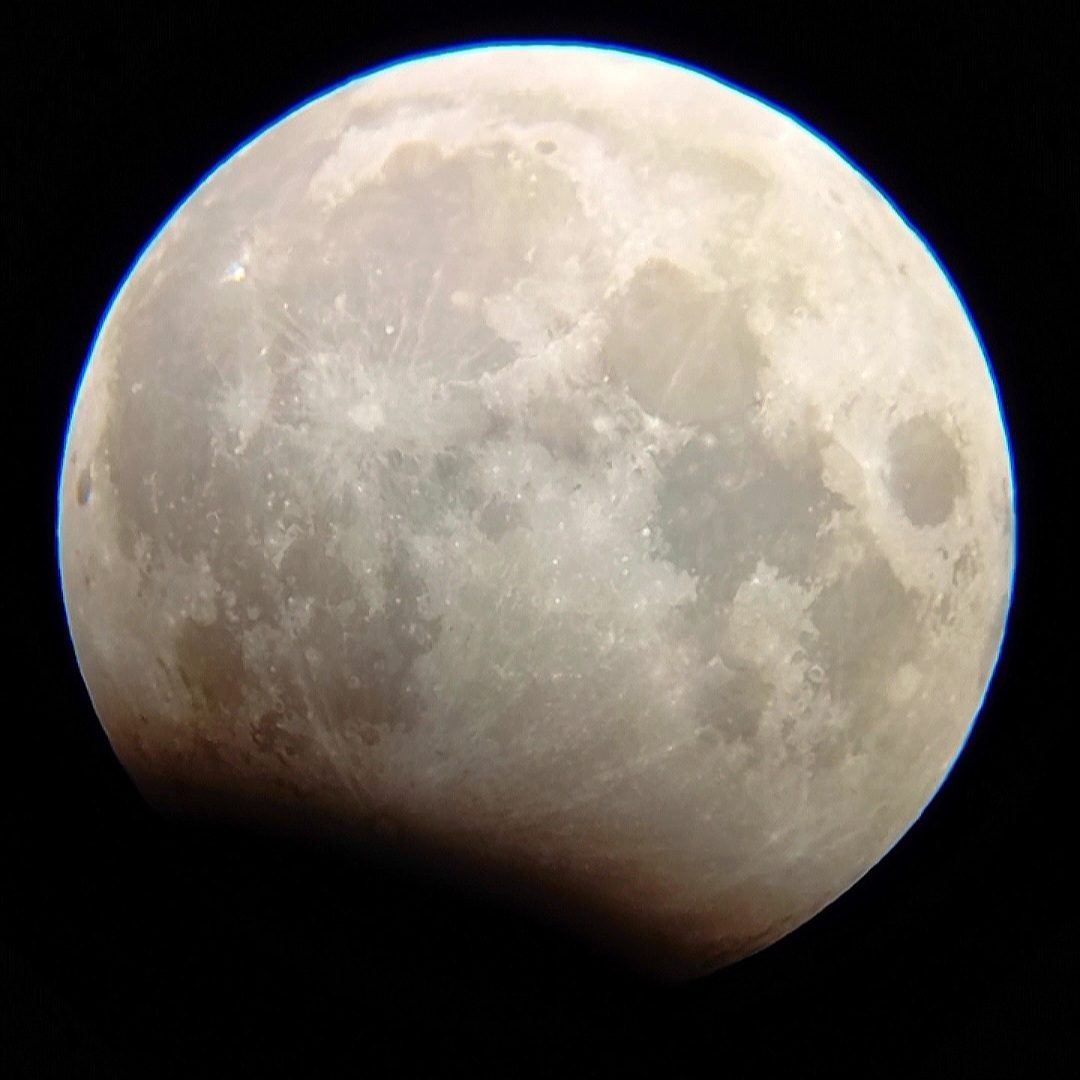
ロシア・サラトフ、20:12
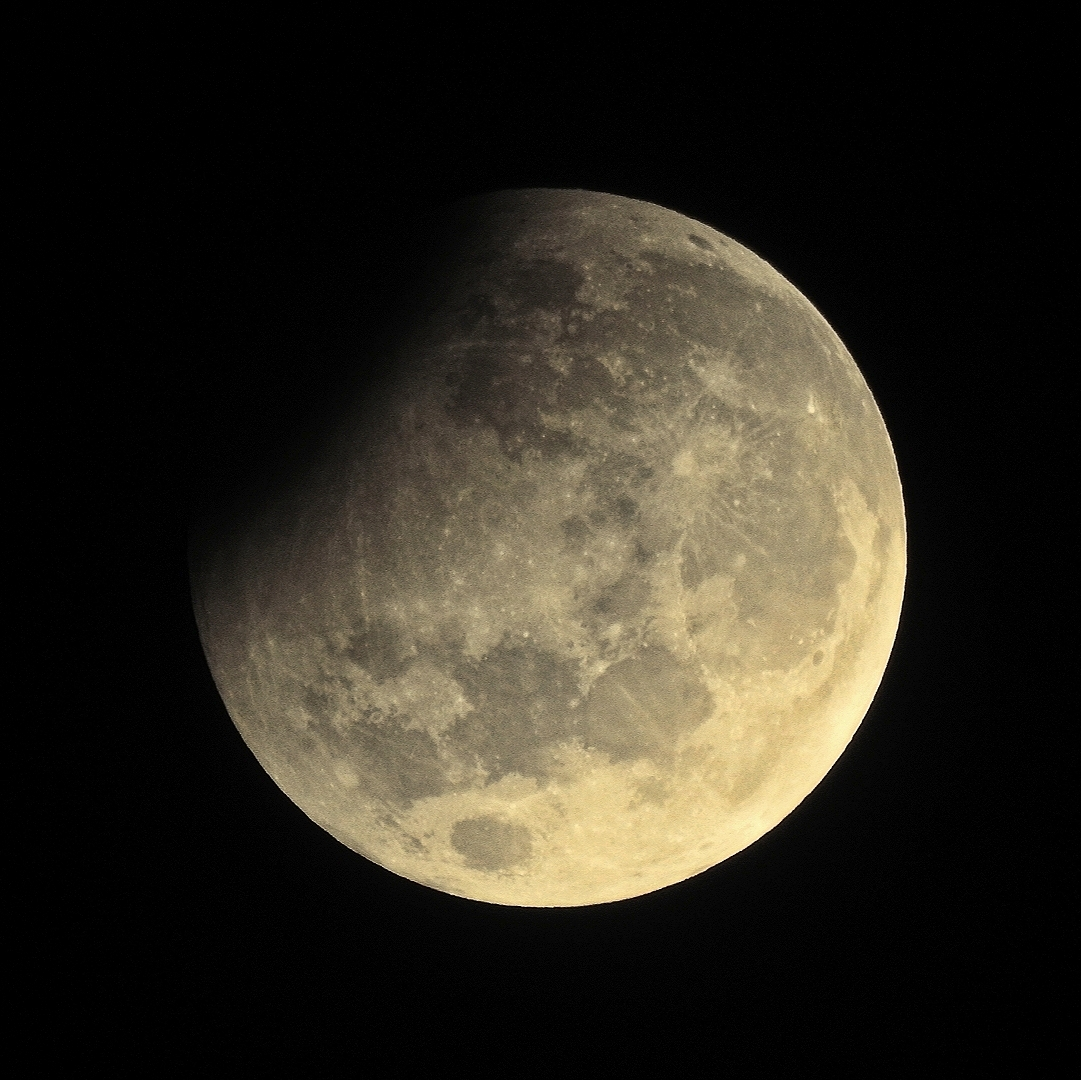
インドネシア・スラバヤ、20:14
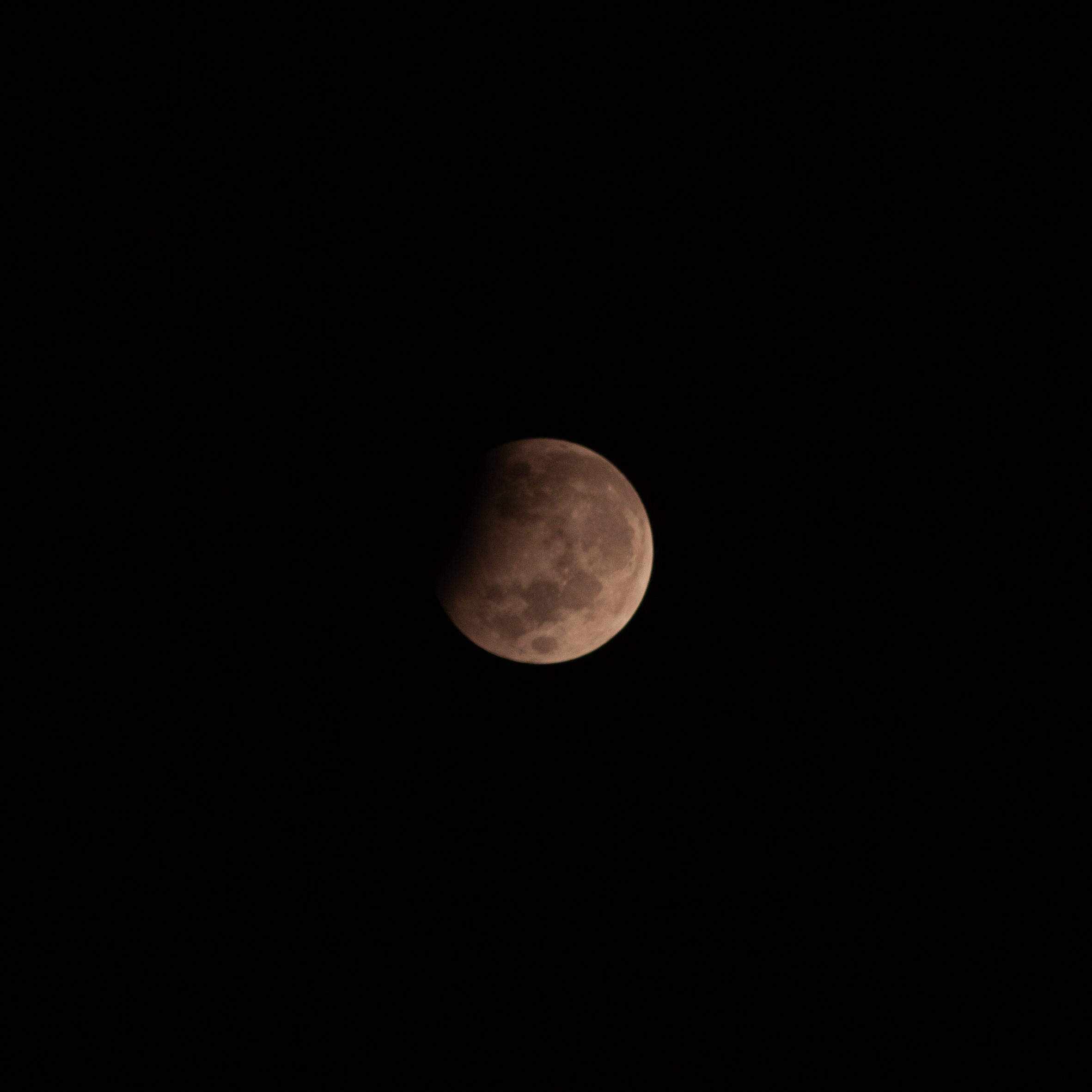
インド、20:15
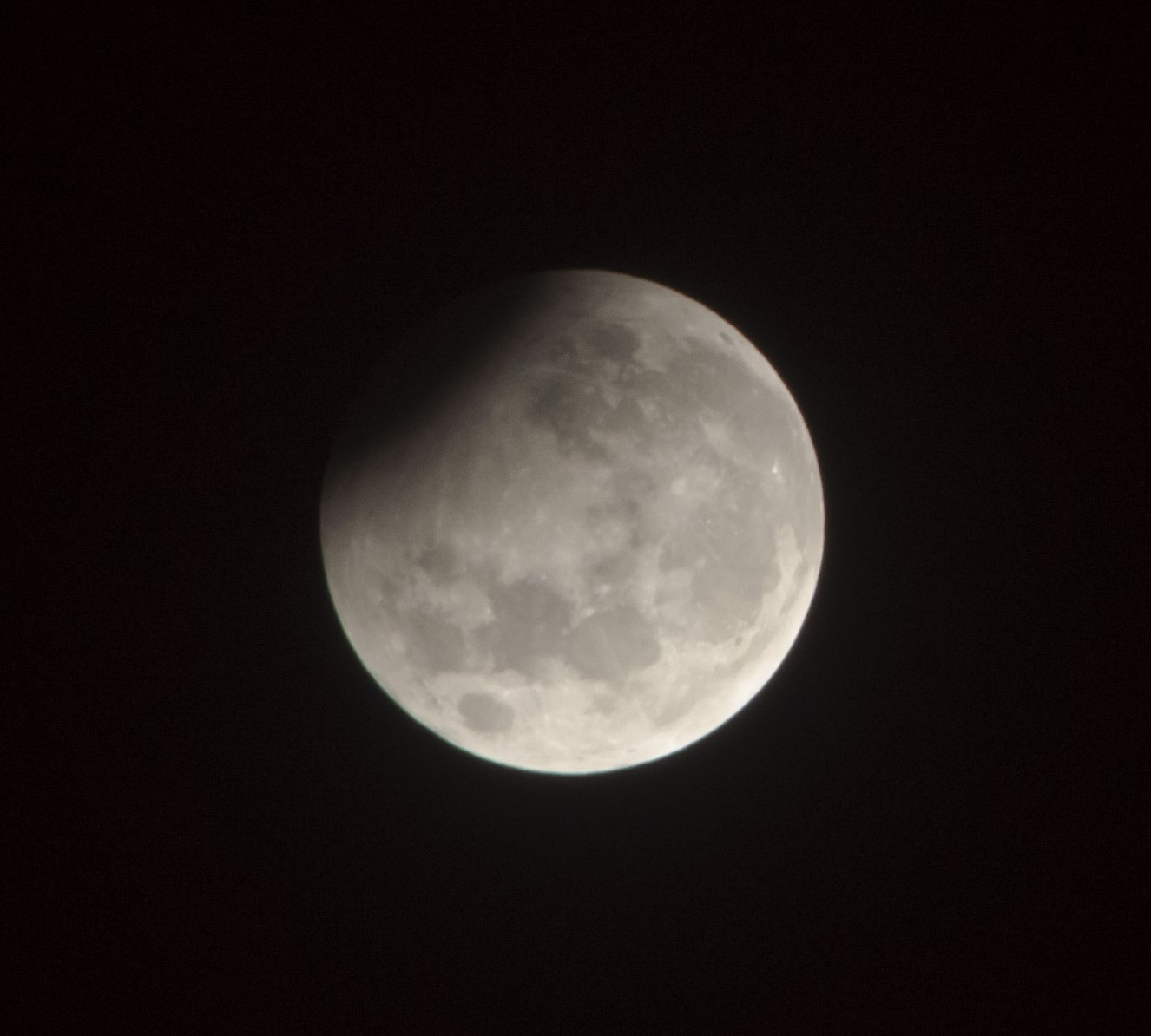
インドネシア・ジャカルタ、20:23
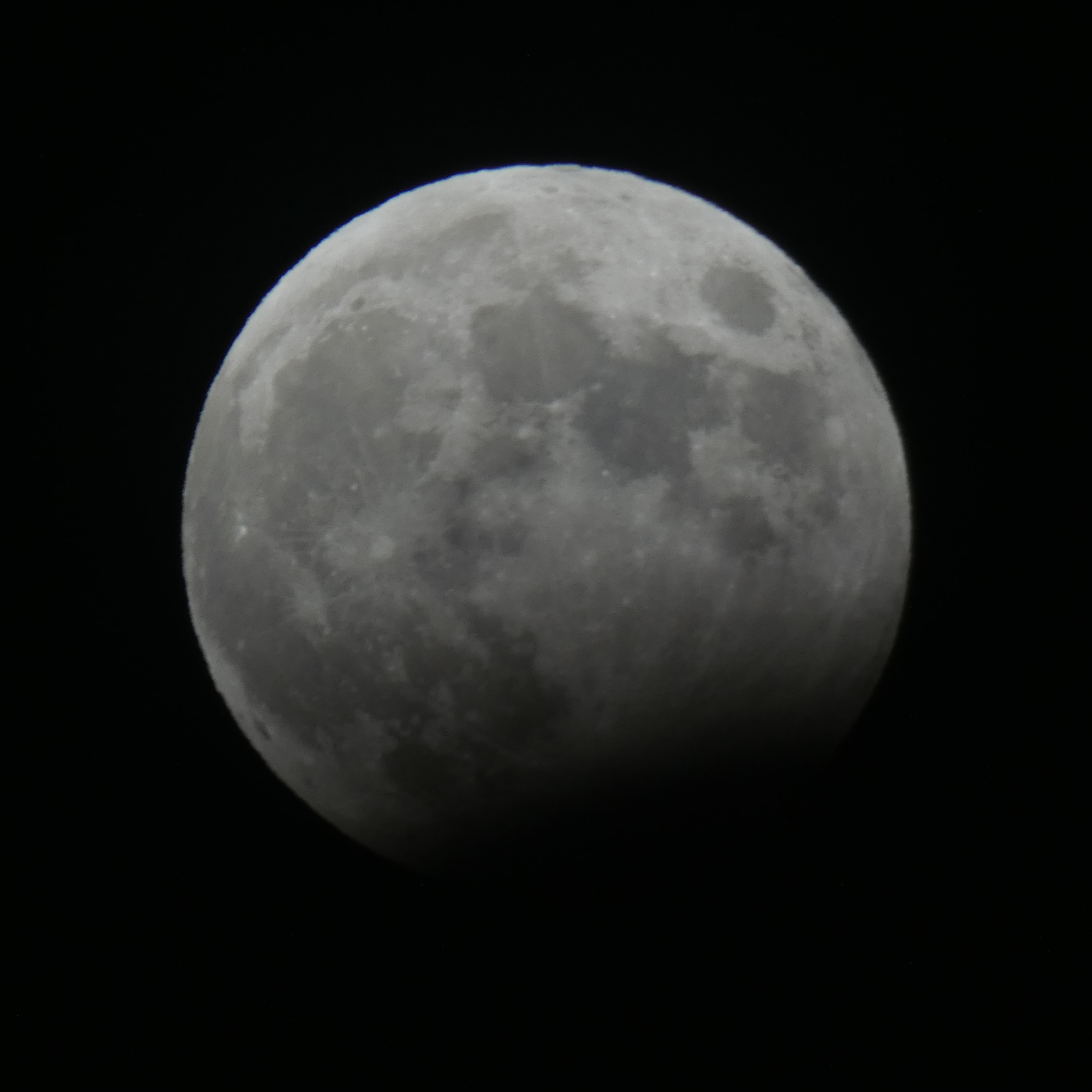
スペイン・ログローニョ、正確な撮影時刻不明